# Alajja
Alajja es un género con dos especies de plantas con flores perteneciente a la familia Lamiaceae. Es originario del centro de  Asia desde Afganistán hasta el Himalaya.

## Descripción
Son plantas anuales o perennes, alpinas y herbáceas. Tienen hojas que van desde pecioladas con pecíolo corto a subsésiles. El limbo de la hoja en su mayoría es rómbico, el margen es entero o crenado. Los verticilos florales presentan unas pocas flores sésiles, y las brácteas son tan largas como el cáliz. En cuanto al cáliz, este es tubular-campanulado y peludo. Con 5 dientes, más o menos lanceolados. La corola es de tonalidades moradas, bilabiada, con el tubo erecto, recto, por dentro glabra y la garganta está dilatada. El ápice del labio superior está emarginado, y el lóbulo medio bilobular. El margen de los lóbulos laterales ovalados u oblongos, son enteros con el ápice emarginado. Los estambres son cuatro, didínamos y ascendentes. Las anteras glabras y bifurcadas. El estilo igualmente con dos hendiduras en el ápice.

## Taxonomía
El género fue descrito por Serguéi Ikónnikov y publicado en Novosti Sistematiki Vysshikh Rastenii (New Delhi) 8: 274. 1971. La especie tipo es: Alajja rhomboidea

## Especies aceptadas
A continuación se brinda un listado de las especies del género Alajja aceptadas hasta septiembre de 2014, ordenadas alfabéticamente. Para cada una se indica el nombre binomial seguido del autor, abreviado según las convenciones y usos.	
- Alajja anomala
- Alajja rhomboidea